# Sojus TMA-07M
Sojus TMA-07M ist die Missionsbezeichnung für einen Flug des russischen Raumschiffs Sojus zur Internationalen Raumstation. Im Rahmen des ISS-Programms trägt der Flug die Bezeichnung ISS AF-33S. Es war der 33. Besuch eines Sojus-Raumschiffs an der ISS und der 139. Flug im Sojusprogramm.

## Besatzung

### Hauptbesatzung
- Roman Jurjewitsch Romanenko (2. Raumflug), Kommandant, (Russland/Roskosmos)
- Chris Austin Hadfield (3. Raumflug), Bordingenieur, (Kanada/CSA)
- Thomas Henry Marshburn (2. Raumflug), Bordingenieur, (USA/NASA)

### Ersatzmannschaft
- Fjodor Nikolajewitsch Jurtschichin (4. Raumflug), Kommandant, (Russland/Roskosmos)
- Luca Parmitano (1. Raumflug), Bordingenieur, (Italien/ESA)
- Karen Lujean Nyberg (2. Raumflug), Bordingenieur, (USA/NASA)

## Missionsbeschreibung
Die Mission brachte drei Besatzungsmitglieder der ISS-Expeditionen 34 und 35 zur Internationalen Raumstation. Das Sojus-Raumschiff bestand aus dem Orbital- und Servicemodul des Raumschiffs, welches ursprünglich für Sojus TMA-04M geplant war. Die durch Dichtigkeitstest schwer beschädigte Landekapsel wurde durch eine neue ersetzt. Das als Nr. 704A neu eingesetzte Raumschiff löste Sojus TMA-05M als Rettungskapsel ab.